# Matrossowka
Die Matrossowka (russisch Матросовка), deutsch bis 1945 Gilgestrom, ist ein in preußischer Zeit zur Wasserstraße ausgebauter Mündungsarm der Memel in der Oblast Kaliningrad, Russland.

## Name
Der Fluss wird als Gilge erstmals 1391 urkundlich erwähnt. Der Name stammt aus dem Altpreußischen und bedeutet ‚Fluss mit Untiefen‘.

## Bedeutung
Wie die Memel hatte die Gilge große Bedeutung für die Flößerei in Ostmitteleuropa. Während auf der Memel Flöße von 125 m Länge und 18 m Breite zugelassen waren, war der Verkehr auf der Gilge auf 100 m lange und 10 m breite Flöße beschränkt.

## Verlauf und Ausbau
Die Memel 9,5 km westnordwestlich von Sowetsk
(Tilsit) verlassend, fließt sie vorwiegend in Richtung Südwesten durch die Elchniederung. Kurz nach Matrossowo (Gilge) stößt sie auf das Kurische Haff. 
Bei Sapowednoje (Seckenburg) zweigt in südlicher Richtung der nach nur 180 m durch einen Damm unterbrochene Kleine Friedrichsgraben sowie 4,5 km vor Matrossowo (Gilge) der Seckenburger Kanal ab. Letzterer ist eine schiffbare Verbindung zum Nemonin (Nemonien), von dem über den Polesski Kanal (Großer Friedrichsgraben) eine Verbindung zur Deime und damit zum Pregel besteht. Der etwa 6 km lange Abschnitt des Gilgestroms zwischen Seckenburg und der Abzweigung des eigentlichen Seckenburger Kanals wurde bei dessen Bau 1833 ebenfalls kanalartig ausgebaut und daher ebenfalls als Seckenburger Kanal bezeichnet.